# Vortexx
Vortexx est un programme télévisé de séries d'animation diffusé sur la chaîne américaine The CW Television Network, lancé le 25 août 2012. Le programme est dirigé par Saban Brands, et a remplacé Toonzai, un programme auparavant diffusé par 4Kids Entertainment (désormais 4Licensing Corporation),,.

## Histoire
Le 6 avril 2011, à la suite d'une poursuite en justice concernant la franchise Yu-Gi-Oh!, 4Kids Entertainment, qui diffusait le programme The CW4Kids/Toonzai sur la chaîne, continue ses activités grâce à la protection fournie par le chapitre 11 de la loi sur les faillites des États-Unis. Le 2 juillet 2012, il est annoncé que Saban Brands, par le biais de Kidsco Media Ventures, lancera la diffusion d'un nouveau programme en automne,,,. Le 12 juillet 2012, ce programme à venir devrait être nommé Vortexx, le 25 août 2012,.
Le 29 avril 2013, Saban Brands annoncent leur partenariat avec Kabillion (en) pour créer un service en ligne de vidéo-à-la-demande qui diffusera les séries du programme Vortexx dans plus de 40 millions de foyers aux États-Unis. Power Rangers : L'Autre Galaxie et Sonic X sont les premiers programmes à être lancés en juin, tandis que Dragon Ball Z Kai devrait être lancé en juillet.